# Société d'archéologie et d'histoire de la Manche
Pour les articles homonymes, voir SAHM.
La Société d'archéologie et d'histoire de la Manche, ou SAHM, est une société savante qui réunit depuis 1835 des archéologues, archivistes, érudits, professionnels ou amateurs. Son but est l'étude du patrimoine historique de la Manche.

## Présidents
| Identité                                  | Période | Période         | Durée  |
| Identité                                  | Début   | Fin             | Durée  |
| ----------------------------------------- | ------- | --------------- | ------ |
| Éphrem Houël (1807 - 1885)                | 1858    | 1871            | 13 ans |
| Gaston du Boscq de Beaumont (1857 - 1933) | 1903    | 1908            | 5 ans  |
| Gaëtan Guillot (d) (1851 - 1918)          | 1909    | 26 juillet 1918 | 9 ans  |
| Jean de Saint-Jorre (d) (1910 - 1997)     | 1976    | 1997            | 21 ans |
| Bernard Jacqueline (1918 - 2007)          | 1997    | 2005            | 8 ans  |